# 정민결
정민결(1988년 5월 7일 ~ )은 대한민국의 배우이다.

## 학력
- 안양예술고등학교 연극영화과
- 동국대학교 연극과

## 출연작

### 영화
- 2021년 《소설가 구보의 하루》 ... 수연 역
- 2020년 《피그말리온 보관됨 2022-02-02 - 웨이백 머신》 ... 피금화 역 (주연)
- 2018년 《세 개의 달》 ... 르네 역 (주연)
- 2018년 《각자의 미식》 ... 민결 역
- 2018년 《게스트하우스》 ... 슬기 역
- 2016년 《통일전야 : 어느 저녁식사》 ... 종례 역 (주연)
- 2016년 《고백할 수 없는》 ... 나래 역
- 2015년 《타투》 ... 여고생 역
- 2015년 《덫: 치명적인 유혹》 ... 유미 역 (주연)
- 2015년 《개아빠》 ... 수연 역 (주연)
- 2014년 《픽업 아티스트》 ... 정화 역
- 2014년 《현기증》 ... 20대 영희 역
- 2013년 《직장생활 구하사》 ... 구하사 역 (주연)
- 2012년 《내가 살인범이다》 ... 여고생 역
- 2012년 《점쟁이들》 ... 빙의녀 역
- 2010년 《불량남녀》 ... 여고생 다은 역
- 2010년 《덫》 ... 유미 역 (주연)
- 2009년 《그 후》 ... 은수 역 (주연)

### 드라마
| 연도   | 방송사                | 제목                    | 역할               | 비고                      |
| ------ | --------------------- | ----------------------- | ------------------ | ------------------------- |
| 2025년 | KBS                   | 독수리 5형제를 부탁해   | 이해성 역          | 토일 드라마               |
| 2023년 | ENA, 지니 TV, 디즈니⁠+ | 사랑한다고 말해줘       | 진아림 역          | 월화 드라마 2023년~2024년 |
| 2023년 | ENA                   | 보라! 데보라            | 기자 역            | 수목 드라마               |
| 2023년 | tvN                   | 일타스캔들              | 불륜녀 역          | 토일 드라마               |
| 2022년 | 왓챠, 채널A           | 오늘은 좀 매울지도 몰라 | 최민영 에디터 역   | OTT 드라마                |
| 2022년 | MBC, WAVVE            | 트레이서                | 강성회계 오실장 역 | 금토드라마                |
| 2021년 | 카카오TV              | 우수무당 가두심         | 이애경 역          | OTT 드라마                |
| 2021년 | tvN                   | 악마판사                | 피해자 역          | 토일드라마                |
| 2019년 | YouTube               | 썸스테리?! 쉐어하우스   | 민정 역            | 라면공작소 웹드라마       |
| 2018년 | YouTube               | 썸 끓는 시간, 4분 30초  | 민정 역            | 라면공작소 웹드라마       |
| 2014년 | tvN                   | 꽃할배 수사대           | 이은주 역          | 금요 드라마               |
| 2014년 | KBS2                  | 감격시대                | 단심 역            | 수목 드라마               |
| 2010년 | KBS2                  | 사랑하길 잘했어         | 미영 역            | 일일아침 드라마           |
| 2009년 | tvN                   | 막돼먹은 영애씨 6       | 불량여고생 역      | 목요 드라마               |
| 2009년 | MBC                   | 멈출 수 없어            | 미스 민 역         | 일일아침 드라마           |

### 광고
| 연도   | 광고주                 | 내용                                               | 역할      |
| ------ | ---------------------- | -------------------------------------------------- | --------- |
| 2022년 | 포커스미디어코리아     | 뭄뭄실내화 에어                                    | 아이 엄마 |
| 2021년 | 사행산업통합감독위원회 | 어떤 선택을 하시겠습니까? - 도박근절 공익광고      | 아이 엄마 |
| 2021년 | 종근당건강             | 5학년 엄마의 키성장 관리 비법 \| 아이커            | 준우 엄마 |
| 2021년 | 아이의 집              | 뽀로로와 친구들 \| 아이의 집                       | 아이 엄마 |
| 2020년 | 한솔교육               | 언제부턴가 여유가 낯설어진 당신을 위해 \| 핀덴아이 | 준우 엄마 |
| 2010년 | 오뚜기                 | 밥 말아먹을 때 최고로 맛있는 스낵면 - 홈쇼핑편     | 대학생    |

### 방송
| 연도   | 방송사 | 제목                   | 역할        | 비고                 |
| ------ | ------ | ---------------------- | ----------- | -------------------- |
| 2015년 | 채널A  | 카톡쇼X                | 4회 게스트  | 봉만대 감독 동반출연 |
| 2015년 | TV조선 | 재밌는 세상구경 오중주 | 1화 백양 역 | 김국진 MC 예능프로   |

### 뮤직 비디오
| 연도   | 아티스트           | 곡명                    | 비고 |
| ------ | ------------------ | ----------------------- | ---- |
| 2023년 | 간종욱             | 그 겨울, 향기 (그 여자) |      |
| 2020년 | GavyNJ(가비엔제이) | X-Girlfriend(전 여친)   |      |